# Cryptowithius inconspicuus
Genre
Espèce
Cryptowithius inconspicuus, unique représentant du genre Cryptowithius, est une espèce de pseudoscorpions de la famille des Withiidae.

## Distribution
Cette espèce est endémique du Kenya. Elle se rencontre vers Kwale.

## Description
Le mâle holotype mesure 1,5 mm et la femelle paratype 1,5 mm

## Publication originale
- Beier, 1967 : Pseudoskorpione aus dem tropischen Ostafrika (Kenya, Tansania, Uganda, etc.). Annalen des Naturhistorischen Museums in Wien, vol. 70, p. 73-93 (texte intégral).